# Collegio uninominale Lazio - 04 (2020)
Il collegio elettorale uninominale Lazio - 04 è un collegio elettorale uninominale della Repubblica Italiana per l'elezione del Senato della Repubblica.

## Territorio
Come previsto dalla legge n. 51 del 27 maggio 2019, il collegio è stato definito tramite decreto legislativo all'interno della circoscrizione Lazio.
È formato dai comuni di Ciampino e Fiumicino e da parte del territorio del comune di Roma: il Municipio Roma VII (San Giovanni-Cinecittà), il Municipio Roma IX (EUR), il Municipio Roma X (Ostia) e il Municipio Roma VIII (Appia Antica) limitatamente alle zone urbanistiche Navigatori, Tor Marancia, Tre Fontane, Grottaperfetta, Appia Antica Nord e Appia Antica Sud.
Il collegio è parte del Collegio plurinominale Lazio - 01.

## Eletti
| Elezione | Elezione | Deputato    | Partito           |
| -------- | -------- | ----------- | ----------------- |
|          | 2022     | Ester Mieli | Fratelli d'Italia |

## Dati elettorali

### XIX legislatura
Come previsto dalla legge elettorale, 74 senatori sono eletti con sistema a maggioranza relativa in altrettanti collegi uninominali a turno unico.
| Candidati                                 | Candidati             | Voti    | %     | Liste                                 | Voti    | %     |
| ----------------------------------------- | --------------------- | ------- | ----- | ------------------------------------- | ------- | ----- |
|                                           | Ester Mieli ✔️ Eletto | 165 519 | 37,49 | Fratelli d'Italia                     | 125 151 | 28,35 |
| Forza Italia                              | Ester Mieli ✔️ Eletto | 165 519 | 37,49 | 19 557                                | 4,43    |       |
| Lega per Salvini Premier                  | Ester Mieli ✔️ Eletto | 165 519 | 37,49 | 19 039                                | 4,31    |       |
| Noi moderati/Lupi - Toti - Brugnaro - UDC | Ester Mieli ✔️ Eletto | 165 519 | 37,49 | 1 772                                 | 0,40    |       |
|                                           | Monica Cirinnà        | 136 586 | 30,94 | Partito Democratico-IDP               | 95 076  | 21,54 |
| Alleanza Verdi e Sinistra                 | Monica Cirinnà        | 136 586 | 30,94 | 21 702                                | 4,92    |       |
| +Europa                                   | Monica Cirinnà        | 136 586 | 30,94 | 17 484                                | 3,96    |       |
| Impegno Civico - Centro Democratico       | Monica Cirinnà        | 136 586 | 30,94 | 2 324                                 | 0,53    |       |
|                                           | Giulia Lupo           | 68 505  | 15,52 | Movimento 5 Stelle                    | 68 505  | 15,52 |
|                                           | Maria Rita Iorio      | 43 881  | 9,94  | Azione - Italia Viva - Calenda        | 43 881  | 9,94  |
|                                           | Stefania Alessandrini | 7 793   | 1,77  | Unione Popolare                       | 7 793   | 1,77  |
|                                           | Mario Improta         | 7 305   | 1,65  | Italexit                              | 7 305   | 1,65  |
|                                           | Marzia Colitti        | 5 797   | 1,31  | Italia Sovrana e Popolare             | 5 797   | 1,31  |
|                                           | Cristina Cirillo      | 2 689   | 0,61  | Partito Comunista Italiano            | 2 689   | 0,61  |
|                                           | Guerrino Faieta       | 2 537   | 0,57  | Vita                                  | 2 537   | 0,57  |
|                                           | Eleonora Antonucci    | 874     | 0,20  | Alternativa per l'Italia (PdF - Exit) | 874     | 0,20  |
| Totale                                    | Totale                | 441 486 | 100   |                                       | 441 486 | 100   |
|                                           |                       |         |       |                                       |         |       |
| Voti non validi                           | Voti non validi       | 11 307  | 2,50  |                                       |         |       |
| Votanti                                   | Votanti               | 452 793 | 65,66 |                                       |         |       |
| Elettori                                  | Elettori              | 689 555 |       |                                       |         |       |